# Steganotaenia
Steganotaenia es un género  perteneciente a la familia botánica Apiaceae. Comprende 4 especies descritas y de estas, solo 2 aceptadas.

## Taxonomía
El género fue descrito por Christian Ferdinand Friedrich Hochstetter y publicado en Flora 27(1, Bes. Beil.): 4. 1844. La especie tipo es: Steganotaenia araliacea Hochst.	

## Especies
A continuación se brinda un listado de las especies del género Steganotaenia aceptadas hasta septiembre de 2012, ordenadas alfabéticamente. Para cada una se indica el nombre binomial seguido del autor, abreviado según las convenciones y usos.
- Steganotaenia araliacea Hochst.
- Steganotaenia hockii (C. Norman) C. Norman